# How's it going?
『How's it going?』（ハウズ イット ゴーイング）は、日本の男性アイドルグループ・嵐の通算3枚目となるオリジナル・アルバム。2003年7月9日にジェイ・ストームから発売された。

## 解説
初回生産限定盤と通常盤ではジャケットが異なる。初回生産限定盤のみスペシャルブックレットが付属する。
また、このアルバム収録曲を中心に構成された2003年夏のツアー「ARASHI SUMMER CONCERT 2003 How's it going?」の模様が収められたDVD『How's it going? SUMMER CONCERT 2003』も発売された。
本作のリード曲「Lucky Man」にはPVが存在しており、2ndベストアルバム『5×5 THE BEST SELECTION OF 2002←2004』初回限定盤特典DVDと『5×10 All the BEST! CLIPS 1999-2009』、そして『5×20 All the BEST!! CLIPS 1999-2019』初回限定盤に収録されている。PVの監督は、「A・RA・SHI」「SUNRISE日本」「a Day in Our Life」「ナイスな心意気」も手がけた川村ケンスケ。
このアルバムには、シングル曲が2曲収録されているが、2曲ともアルバムバージョンとなっている。
前作『HERE WE GO!』や次回作以降でも多く見られる海外ミュージシャンの参加は本作では「身長差のない恋人」にオマー・ハキムが参加するのみにとどまっている。
松本潤、相葉雅紀がメロディのソロパートを歌う楽曲は本作にて初収録となる。
2020年2月7日より、収録曲のデジタル配信、及びサブスクリプション配信が解禁された。

## 収録曲
＊記載時、名前はローマ字。[]は演奏時間である。
1. とまどいながら（album version）[5:27]
  - 10thシングルのアルバム・バージョン

イントロがシングルバージョンより約1分長い。
2. Crazy groundの王様 [4:01]
作詞：ma-saya、作曲・編曲：大野宏明、Rap詞：櫻井翔
3. Lucky Man [5:01]
作詞：尾崎雪絵、Rap詞：櫻井翔、作曲：飯田建彦、編曲：大坪直樹
  - 本作のリードトラック

2ndベスト・アルバム『5×5 THE BEST SELECTION OF 2002←2004』にはフェードアウトver.が収録されている。
4. 身長差のない恋人 [6:15]
作詞：TAKESHI、作曲・編曲：長岡成貢
イントロが1分以上ある。当時発表されていた嵐のアルバム曲の中で演奏時間が最も長かった。
5. ONLY LOVE [4:35]
作詞：阿閉真琴、作曲：Ashley Cadell, BJ Caruama・John Collins、編曲：石塚知生
3rdベスト・アルバム『5×10 All the BEST! 1999-2009』初回限定盤特典CD「ARASHI'S Selection」にも収録されている。
6. 嵐のまえの静けさ [4:16]
作詞：阿閉真琴、作曲：清水昭男、編曲：ha-j
元々のタイトルは「Jelly Fish（くらげ）」であったが、櫻井が却下した[1]。
7. Blue [5:37]
作詞・作曲：森元康介、編曲：ha-j
2ndベスト・アルバムにも収録された。
8. Walking in the rain [3:53]
作詞：SPIN、作曲：Brian Hobbs・Jany Schella・Christian Svensson、編曲：安部潤
次曲と繋がっている。
9. パレット [3:52]
作詞：TAKESHI、Rap詞：櫻井翔、作曲・編曲：岩田雅之
10. できるだけ [4:40]
作詞：相田毅、作曲：森元康介、編曲：大坪直樹
11. テ・アゲロ [4:37]
作詞：久保田洋司、作曲：Patrick LIOTARD、編曲：CHOKKAKU
12. 15th Moon [4:11]
作詞：久保田洋司、作曲・編曲：Face 2 fAKE
13. どんな言葉で [4:05]
作詞・作曲・編曲：荒木真樹彦
14. PIKA☆NCHI（album version）[4:50]
  - 9thシングルのアルバム・バージョン

2番のサビ終わりの間奏で櫻井の唸る声が入っている。テレビやライブで披露する際は、このバージョンを披露している。

## 映像作品
Lucky Man
- How's it going? SUMMER CONCERT 2003
- 5×5 THE BEST SELECTION OF 2002←2004（初回限定盤）（PV映像）
- 2004 嵐!いざッ、Now Tour!!
- ARASHI AROUND ASIA Thailand-Taiwan-Korea
- ARASHI AROUND ASIA+ in DOME
- ARASHI AROUND ASIA 2008 in TOKYO
- 5×10 All the BEST! CLIPS 1999-2009（PV映像）
- ARASHI Anniversary Tour 5×10
- ARASHI 10-11 TOUR "Scene"〜君と僕の見ている風景〜 STADIUM
- ARASHI LIVE TOUR Beautiful World
- ARASHI LIVE TOUR Popcorn
- ARASHI アラフェス'13 NATIONAL STADIUM 2013
- ARASHI BLAST in Hawaii
- ARASHI LIVE TOUR 2014 THE DIGITALIAN
- ARASHI LIVE TOUR 2016-2017 Are You Happy?（初回限定盤）
- 5×20 All the BEST!! 1999-2019（初回限定盤2）
- 5×20 All the BEST!! CLIPS 1999-2019（初回限定盤）（PV映像）
- ARASHI Anniversary Tour 5×20
- アラフェス2020 at 国立競技場

身長差のない恋人
- How's it going? SUMMER CONCERT 2003

ONLY LOVE
- How's it going? SUMMER CONCERT 2003

嵐のまえの静けさ
- 2004 嵐!いざッ、Now Tour!!

Blue
- How's it going? SUMMER CONCERT 2003
- ARASHI AROUND ASIA Thailand-Taiwan-Korea
- ARASHI AROUND ASIA+ in DOME

パレット
- How's it going? SUMMER CONCERT 2003

できるだけ
- How's it going? SUMMER CONCERT 2003
- ARASHI Anniversary Tour 5×10

テ・アゲロ
- How's it going? SUMMER CONCERT 2003

15th Moon
- How's it going? SUMMER CONCERT 2003